# Motiv (književnost)
Motiv je književni pojam, najčešće imenica, koji se gotovo uvijek pronalazi u pjesmama, ali i ostalim književnim vrstama, on je najmanja jedinica nekog književnog djela. Budući da se radi o najmanjim građevnim književnim elementima, oni se udružuju u teme ili komplekse motiva. Kada se autor u svojem djelu često koristi jednim motivom, on se zove provedbeni motiv ili lajtmotiv.

## Kompozicijsko značenje
Kompozicijski, motiv je najuža jedinica koja se više ne može raščlaniti. Ovakvi se motivi dijele na statične i dinamične.
Statični motivi opisuju situacije, osjećaje, stanja, raspoloženje, atmosferu, predmete i ambijent. Za vrijeme pripovijedanja, ovi motivi zaustavljaju tijek radnje ili ga sasvim usporavaju. Njihova je funkcija opisivanje likova, vanjskog ili unutrašnjeg prostora te predmeta.
Dinamični motivi imaju glavnu ulogu kod tijeka radnje pripovijednog i dramskog dijela te epa, spjeva i epske i pripovjedne pjesme. Oni pokreću zbivanje i uspostavljaju daljnji slijed radnje. Što se tiče ove funkcije, oni mogu biti glavni i sporedni, to jest vezani za glavnu ili sporednu radnju.

## Tematsko-povijesno značenje
Tematsko-povijesno, motiv može imati tri značenja:
- Može se pojavljivati u djelima različitih vremenskih razdoblja i naroda. Obično su to motivi poput smrti, slobode, ljubavi, sukoba i obiteljskih odnosa.

- Motivi se mogu pojavljivati i kao osjećaji i ideje koji se pojavljuju u više dijela istog autora, na primjer: snovi, nemir, tjeskoba, pogled, magla, mjesečina i drugi.

- Mogu odgovarati na pitanje što je autora djela potaknulo da napiše pjesmu, roman ili dramu.[3]

## Druge podjele
Neki autori sami su napravili svoje podjele. Boris Viktorovič Tomaševski motive je podijelio na slobodne i vezane s obzirom na to sudjeluju li u glavnom tijeku radnje ili na dinamične i statične s obzirom na to upućuju li na same događaje ili na stanje.
Strukturalisti su motive odlučili preimenovati u funkciju.
Ruski su formalisti proširili njegovo određenje i on uz tematsku čini i najmanju sintaktičku cjelinu koja ulazi u veću cjelinu narativnoga teksta.